# 梅克內斯省
33°53′42″N 5°33′17″W / 33.8950°N 5.5547°W

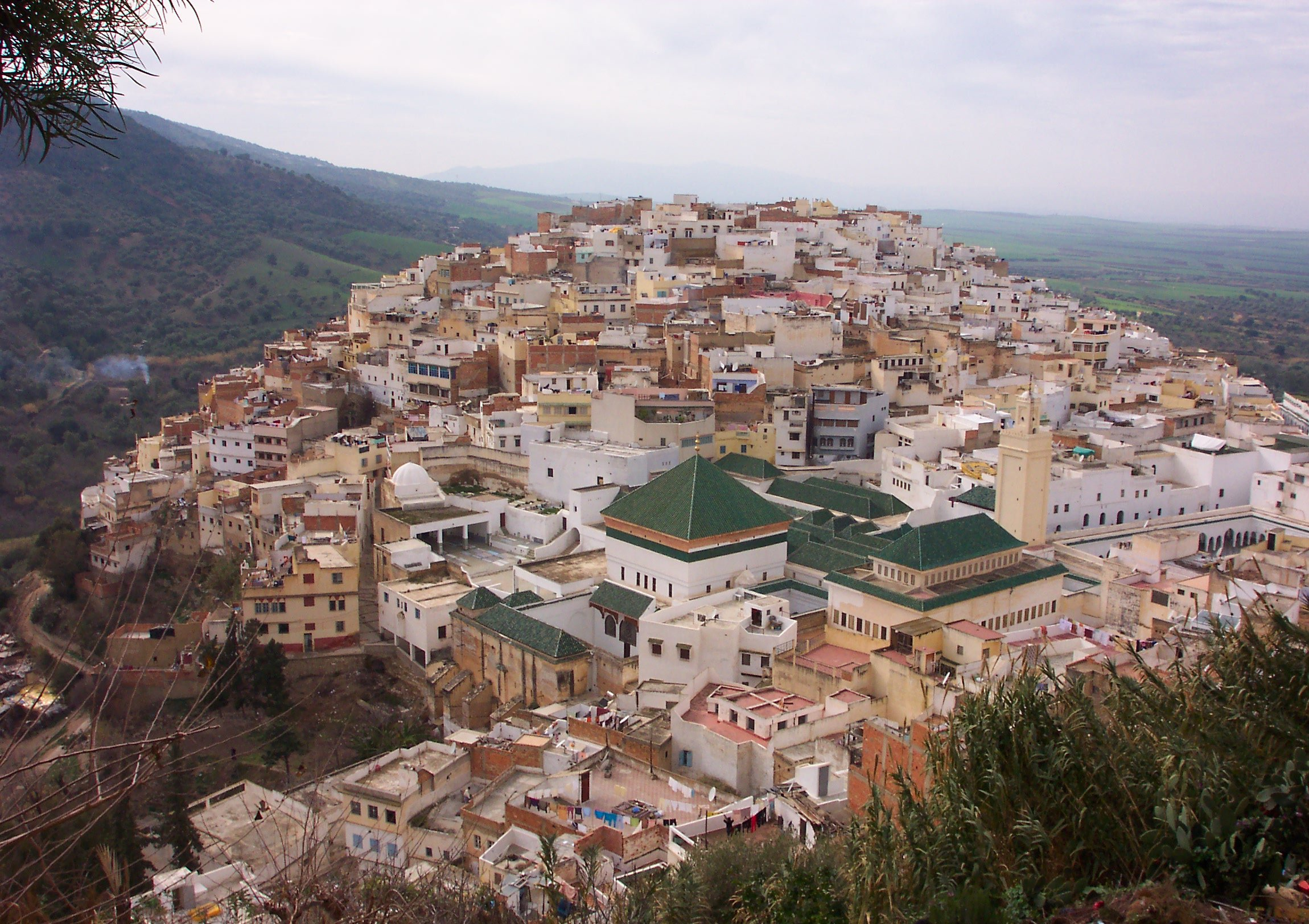
梅克内斯省首府

梅克內斯省（阿拉伯语：‎），是摩洛哥的省份，位於該國東北部，由非斯-梅克內斯大區負責管轄，首府設於梅克内斯，面積1,786平方公里，2004年人口713,609，人口密度每平方公里6,073人。